# Antony Kakkanatt
	Antony Silvanos Kakkanatt (* 18. Juli 1961 in Kadamankulam) ist ein indischer syro-malankarischer Geistlicher und Kurienbischof im Großerzbistum Trivandrum.

## Leben
Antony Kakkanatt studierte am St. Thomas Apostolic Seminary in Vadavathoor in Kottayam. Am 30. Dezember 1987 empfing er das Sakrament der Priesterweihe für die Erzeparchie Tiruvalla.
Nach weiteren Studien wurde er an der Päpstlichen Universität der Salesianer in Katechetik promoviert. Anschließend lehrte er am diözesanen Priesterseminar und war in verschiedenen Funktionen mit der Ausbildung und dem Einsatz der Katechisten betraut. Darüber hinaus war er Kanzler des Erzbistums Tiruvalla und dessen Protosynkellos.
Papst Franziskus bestätigte am 7. Mai 2022 seine Wahl zum Kurienbischof des Großerzbistums Trivandrum und ernannte ihn zum Titularbischof von Barcusus. Der Großerzbischof von Trivandrum, Isaac Cleemis Kardinal Thottunkal, spendete ihm am 15. Juli desselben Jahres in der St. Mary’s Cathedral des Großerzbistums die Bischofsweihe. Mitkonsekratoren waren der Erzbischof von Tiruvalla, Thomas Koorilos Chakkalapadickal, und der Bischof von Mavelikara, Joshuah Ignathios Kizhakkeveettil.
Am 15. Juli 2023 ernannte ihn Papst Franziskus zusätzlich zum Apostolischen Visitator für die syro-malankarischen Gläubigen in Ozeanien.